# Rietze

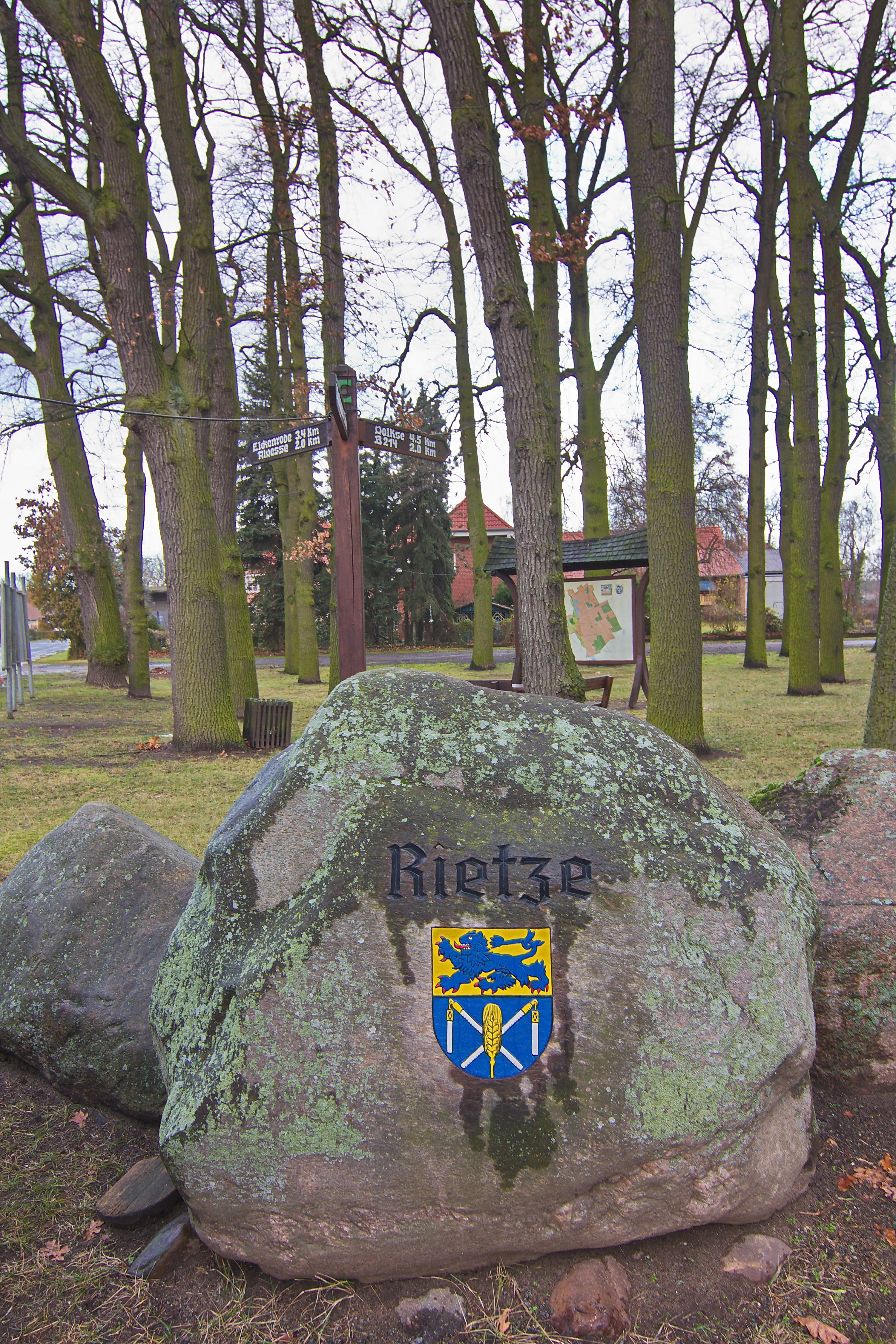
Gedenkstein in Rietze

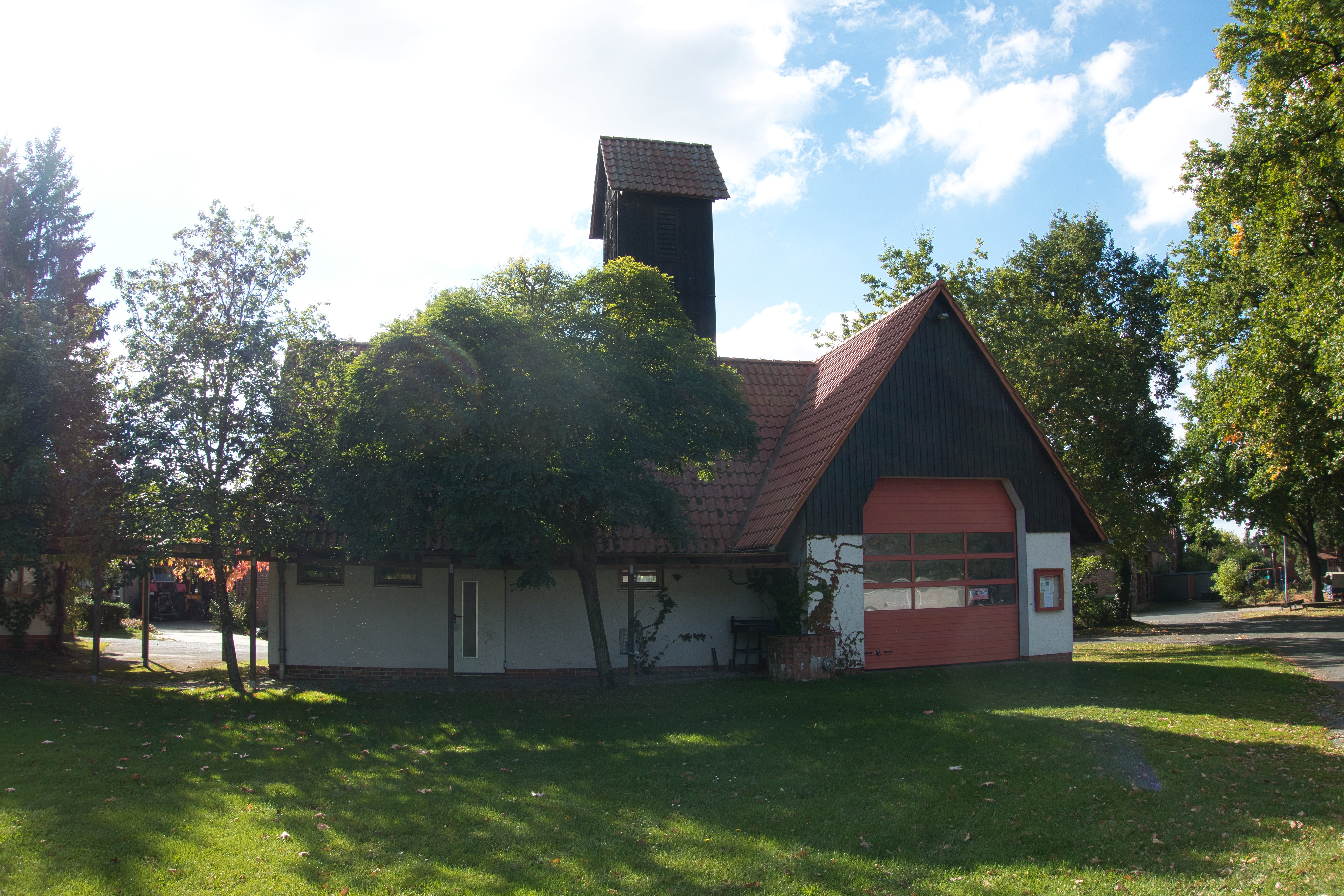
Feuerwehrhaus in Rietze

Rietze ist eine Ortschaft in der Gemeinde Edemissen im Landkreis Peine in Niedersachsen.

## Lage und Geographie
Der Ort Rietze liegt nördlich der Kreisstadt Peine zwischen den beiden Oberzentren Hannover und Braunschweig, abseits der Hauptdurchgangsstraßen am Rande der Südheide.
Der Wohnplatz Klein Rietze liegt etwa 1,2 km südöstlich von Rietze an der Landesstraße L 320 (Edemissen – Gifhorn) und besteht aus drei Häusern.

## Geschichte
Der Ort Rietze wurde erstmals urkundlich im Jahre 1196/97 als „rithusen“ erwähnt. Von 1532 bis 1885 gehörte der Ort zur Gografschaft Edemissen im Amt Meinersen. Im Jahr 1885 wurde er in den Landkreis Peine eingegliedert.
Im Jahre 1822 zerstörte ein Großbrand etliche Anwesen im alten Ortskern. Die abgebrannten Hofstellen wurden im gleichen Jahr an anderer Stelle, an der heutigen Straße „Wasserreihe“ neu errichtet.
1965 erfolgte der Zusammenschluss der selbständigen Gemeinden Horst, Rietze, Rüper, Wense und Wipshausen zur Samtgemeinde Wipshausen, 1967/68 der Zusammenschluss von Horst und Wipshausen zur neuen Gemeinde Wipshausen. Im Zuge der Gebietsreform in Niedersachsen kam es am 1. März 1974 zur Bildung der Einheitsgemeinde Edemissen aus den Ortschaften der Samtgemeinde Edemissen und weiteren acht selbständigen Gemeinden, darunter auch Rietze.

### Einwohnerentwicklung
| Jahr               | Einwohner |
| ------------------ | --------- |
| 1821               | 121       |
| 1848               | 153       |
| 1. Dezember 1871 ¹ | 150       |
| 1. Dezember 1885 ¹ | 188       |
| 1. Dezember 1905 ¹ | 166       |
| 16. Juni 1925 ¹    | 276       |
| 16. Juni 1933 ¹    | 260       |
| 17. Mai 1939 ¹     | 222       |
| 31. Dezember 1945  | -         |
| 29. Oktober 1946 ¹ | 471       |

| Jahr                 | Einwohner |
| -------------------- | --------- |
| 13. September 1950 ¹ | 442       |
| 6. Juni 1961 ¹       | 328       |
| 1. März 1964         | 291       |
| 27. Mai 1970 ¹       | 264       |

¹ Volkszählungsergebnis

## Religion
Die protestantische Glaubensrichtung festigte sich schon im frühen 16. Jahrhundert. Bis zum 31. Mai 2006 war Rietze eine Kapellengemeinde. Die Ortschaft gehört zur St.-Sebastian-Kirchengemeinde Wipshausen im Kirchenkreis Peine.

## Politik

### Ortsrat
Der Ortsrat, der die Ortsteile Rietze, Alvesse und Voigtholz-Ahlemissen vertritt, setzt sich aus sieben Mitgliedern zusammen. Die Ratsmitglieder werden durch eine Kommunalwahl für jeweils fünf Jahre gewählt.
Bei der Kommunalwahl 2021 ergab sich folgende Sitzverteilung:
| Ortsrat 2021Insgesamt 7 Sitze - FW-PB: 2 - CDU: 5 |

### Ortsbürgermeister
Ortsbürgermeister ist Günther Krille (CDU)

### Wappen
Im gold-blau geteilten Wappen von Rietze schreitet oben der rot bewehrte blaue Lüneburgische Löwe als Erinnerung an die frühere Landeszugehörigkeit. Unten weist eine goldene Ähre über zwei gekreuzten silbernen Dreschflegeln mit goldenen Beschlägen auf den ländlichen Charakter des Ortes hin.

## Kultur und Sehenswürdigkeiten
Im Jahre 1236 reiste Albert von Stade, Abt des Klosters St. Marien Stade, wegen einer innerkirchlichen Angelegenheit zum Papst nach Rom. Albert wählte auf der Hinreise die Route Stade, Bremen, Belgien, Frankreich nach Italien. Rund 40 Stationen erwähnt der Abt in der Weltchronik „Annales Stadenses“ (1240–1256), 28 Stationen davon auf dem Gebiet der heutigen Bundesrepublik Deutschland. Einer dieser Orte war auch das kleine „rithusen“ (Rietze). Als Via Romea kann dieser Weg heute begangen werden.

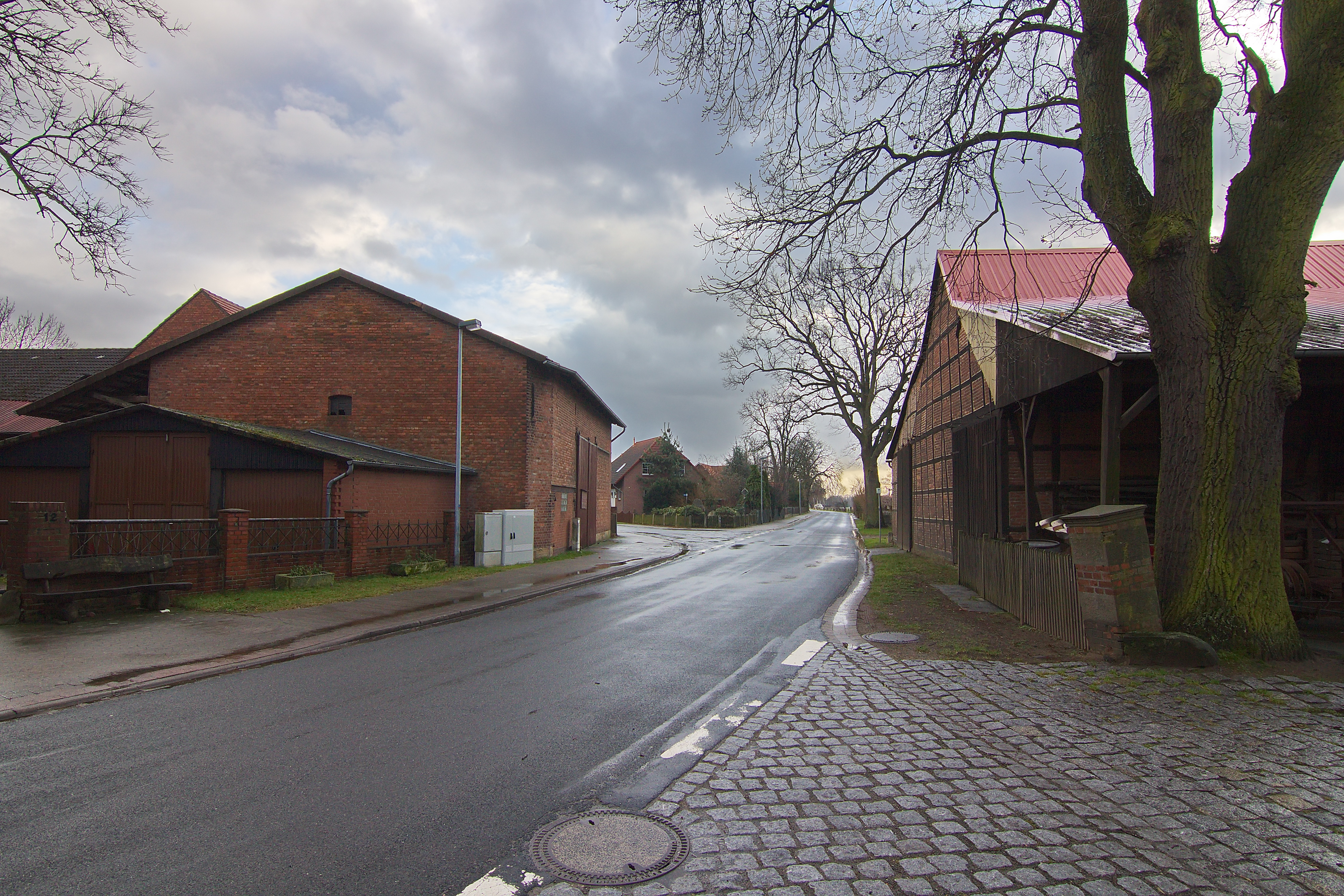
Ortsblick
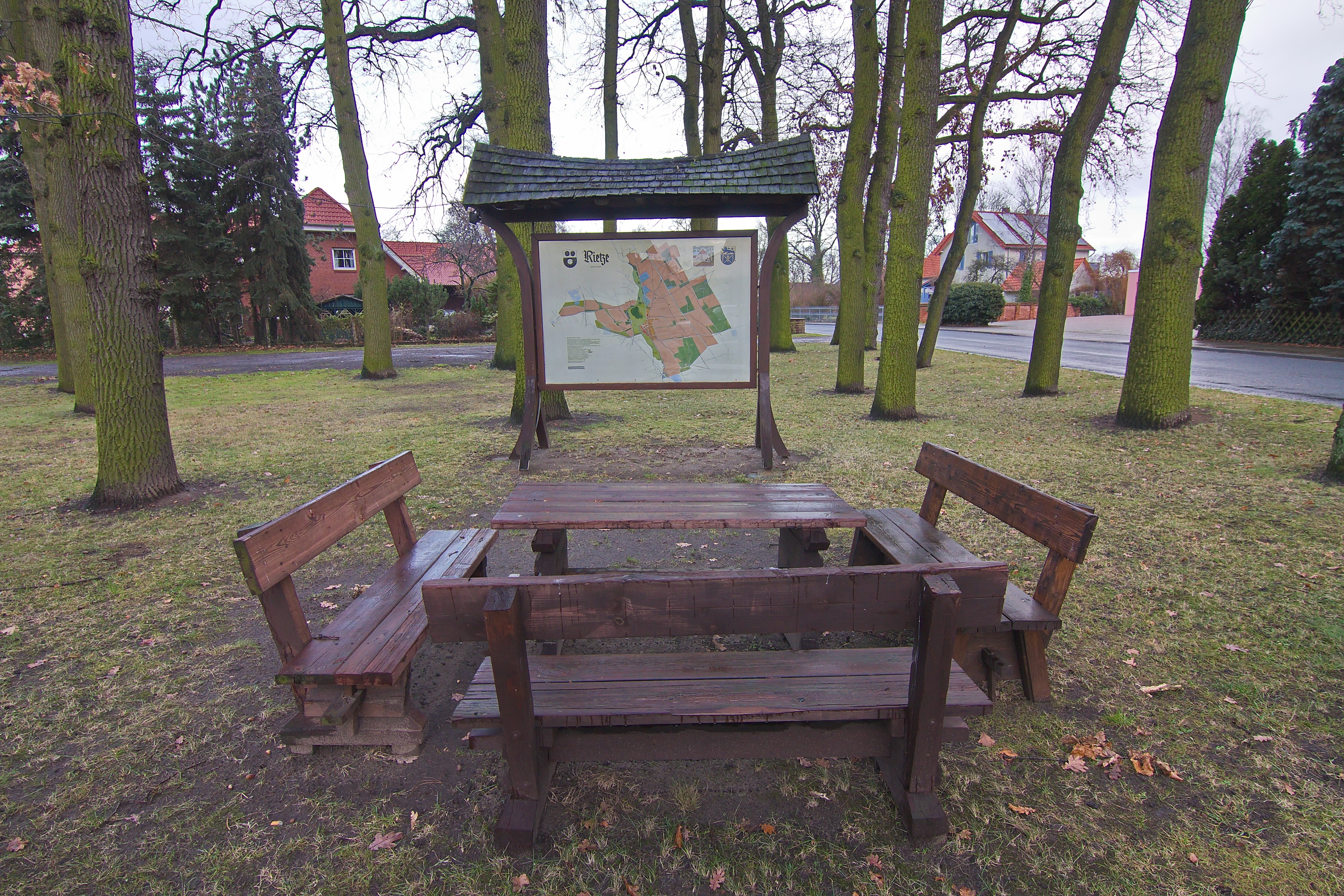
Dorfplatz
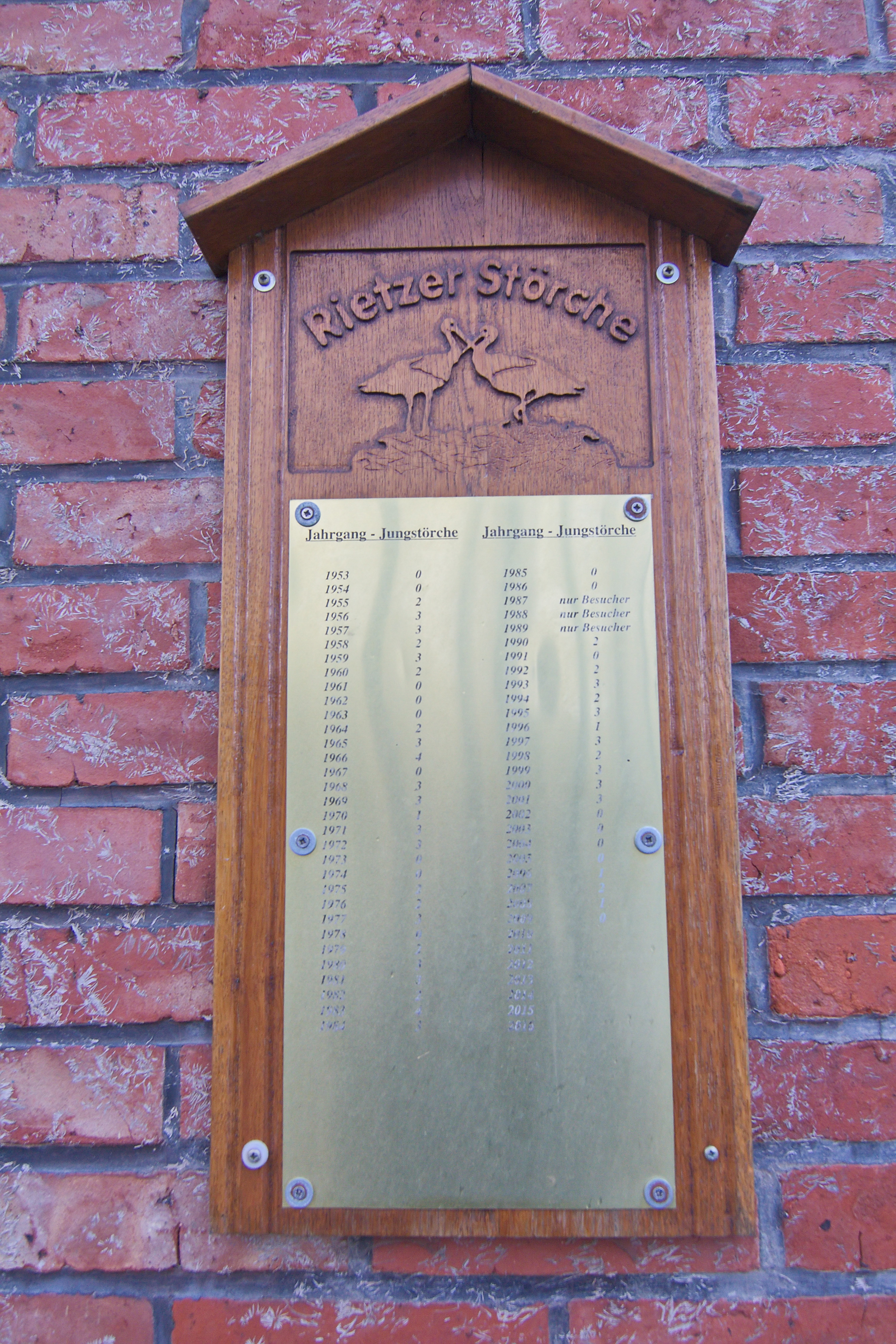
Infotafel zur Storchpopulation in Rietze

## Wirtschaft und Infrastruktur

### Bildung
Neben Kindergärten sind heute in Edemissen Grundschule (in drei Ortsteilen auch Verlässliche Grundschulen), Hauptschule und Realschule eingerichtet. Weiterführende Schulen wie Gymnasium und Berufsbildende Schule befinden sich in der Kreisstadt Peine. Die ehemalige Dorfschule wird heute als Dorfgemeinschaftshaus und privat genutzt.

### Verkehr
Es besteht eine Busverbindung des öffentlichen Nahverkehrs nach Edemissen und Peine. Anschlüsse an die Bundesautobahn 2 bilden die Anschlussstellen Peine, Watenbüttel-Braunschweig und Hämelerwald. Die nächstgelegenen Personenbahnhöfe befinden sich in Ohof (Bahnhof Meinersen), Peine, und Dedenhausen.